# Аверін Юрій Олександрович
Аверін Юрій Олександрович (25 грудня 1928) — геолог, доктор геологічного-мінеральних наук (1976), Державна премія УРСР в галузі науки і техніки (1986).

## Біографія
Закінчив Середньоазіатський політехнічний інститут (Ташкент, 1953).
Працював у геолого - розвідувальних партіях тресту «Середазкольорметрозвідка» (згодом Мінгеології Узб. РСР): ст. колектор, геолог, ст. геолог, тех. керівник, головний геолог (1952—1957рр); Середньоазіатський інститут геології та мінеральної сировини: став інженером, ст. н. с., завідувач відділу (1960—1976рр), З 1976 р. — в Українському державному інституті мінеральних ресурсів Міністерства геології УРСР у Сімферополі (з 2001 р. — Кримське відділення Українського державного геологорозвідувального інституту ): зав. сектором, зав. лабораторією прогнозування благородних металів, від 1992 — головний науковий співробітник. Брав участь у вивченні закономірностей формування і локалізації золотого зруденіння, прогнозуванні нових рудних тіл, обґрунтуванні напряму робіт і методики розвідки Мужіївського золото - поліметалевого і Саулякського золоторудного родовищ у Закарпатті, прогнозуванні нових золоторудних об'єктів у центрі і східних р-нах України, виявленні геологічні-структури умов локалізації зруденіння й оцінки прогнозів ресурсів.

## Праця
- Методические рекомендации по проведению ревизионно-опробовательских работ на золото в различных районах Украины. Москва, 1980 (співавт.);
- Акантин из Закарпатья // МЖ. 1984. Т. 6, № 6 (співавт.);
- Тектоника и металлогения Советских Карпат. К., 1988 (співавт.); Геолого-промышленные типы золоторудных месторождений Украины и некоторые проблемные вопросы их разведки // МЖ. 1995. Т. 17, № 5.
- Літ.: Дух личности вечен — 500 л.